# Vaucouleurs
Vaucouleurs là một xã thuộctỉnh Meuse trong vùng Grand Est đông bắc nước Pháp. Xã này nằm ở khu vực có độ cao từ 242-372 mét trên mực nước biển. Dân số theo điều tra năm 1999 của INSEE là 2289 người.
Thị trấn này cách Paris 300 km. Xã kết nghĩa với Neidenstein, Đức.